# Прелімінарний українсько-радянський мирний договір (1918)
Прелімінарний українсько-радянський мирний договір 1918 року, також Договір про умови на час ведення мирних переговорів — прелімінарна мирна угода, підписана 12 червня 1918 року в Києві представниками Російської радянської республіки і Української Держави. Ця угода стала значним кроком у налагодженні українсько-російських відносин на новому міждержавному рівні. За його умовами бойові операції по всій лінії фронту повинні бути припинені на весь час ведення мирних переговорів.
Договір визначав умови репатріації громадян обох держав; відновлення залізничного сполучення і повернення Україні рухомого залізничного складу, перегнаного до Російської радянської республіки; налагодження поштово-телеграфної зв'язку; встановлення тимчасового товарообміну тощо. В обох державах мали відкритися консульські представництва.

## Переговори

### 30 березня— 29 квітня 1918
З0 березня 1918 року уряд УНР — Рада Народних Міністрів — надіслав Раднаркому РРФСР телеграму з пропозицією припинити стан війни, укласти договір, який врегулював би питання про межі і правові відносини. Контакти між урядами обох держав з цього приводу проводилися як безпосередньо, так і за посередництвом німецьких представників. Але, поки погоджувався вибір місця проведення мирної конференції, в Україні стався гетьманський переворот. Українську Народну Республіку змінила Українська Держава на чолі з гетьманом Павлом Скоропадським, який встановив тверду централізовану владу. Республіканські форми державного правління за часів Центральної Ради було замінено повновладдям гетьмана.

### 29 квітня— 12 червня 1918
11 травня 1918 року під час зустрічі російських представників з гетьманом і тимчасовим прем'єр-міністром (отаманом) Миколою Василенком, які прибули до Києва на запрошення української сторони, місцем переговорів було остаточно визначено столицю України.
В рамках підготовки до майбутньої конференції Рада Міністрів Української Держави на засіданнях 18, 22, 29 травня розглянула ряд важливих питань її організації. Українська делегація була призначена в наступному складі: голова делегації — Сергій Шелухін, заступник голови — Ігор Кістяківський (з 10 серпня заступником глави делегації став Петро Стебницький), члени делегації — Олександр Сливинський, Отто Ейхельман, Христофор Барановський, Адам Свіцин і Платон Линниченко.
Делегації було доручено насамперед укласти перемир'я в умовах відводу радянських військ за межі України. Підкреслюючи важливість мирних переговорів, Український уряд зажадав від міністра закордонних справ повних і своєчасних відомостей про їх хід, а також визнав за необхідне широке висвітлення переговорів у пресі. Тоді ж Рада Міністрів відкрила кредит голові української делегації на 100 тисяч карбованців. Український уряд санкціонував і подальше фінансування мирних переговорів, асигнувавши 17 липня 50 тисяч карбованців, а 20 вересня — ще стільки ж.
Мирна конференція розпочалася 23 травня 1918 року і проходила в будинку Педагогічного музею, де раніше засідала Центральна Рада. Переговори велися в формі пленарних засідань обох делегацій, на яких вирішувалися всі важливі питання, укладалися угоди тощо. Крім того, в ході роботи конференції, в залежності від питань, які розглядалися — політичних, фінансових і культурних взаємин — працювали відповідні комісії. Вони також готували і обробляли матеріали до пленарних засідань.

## Підписання договору

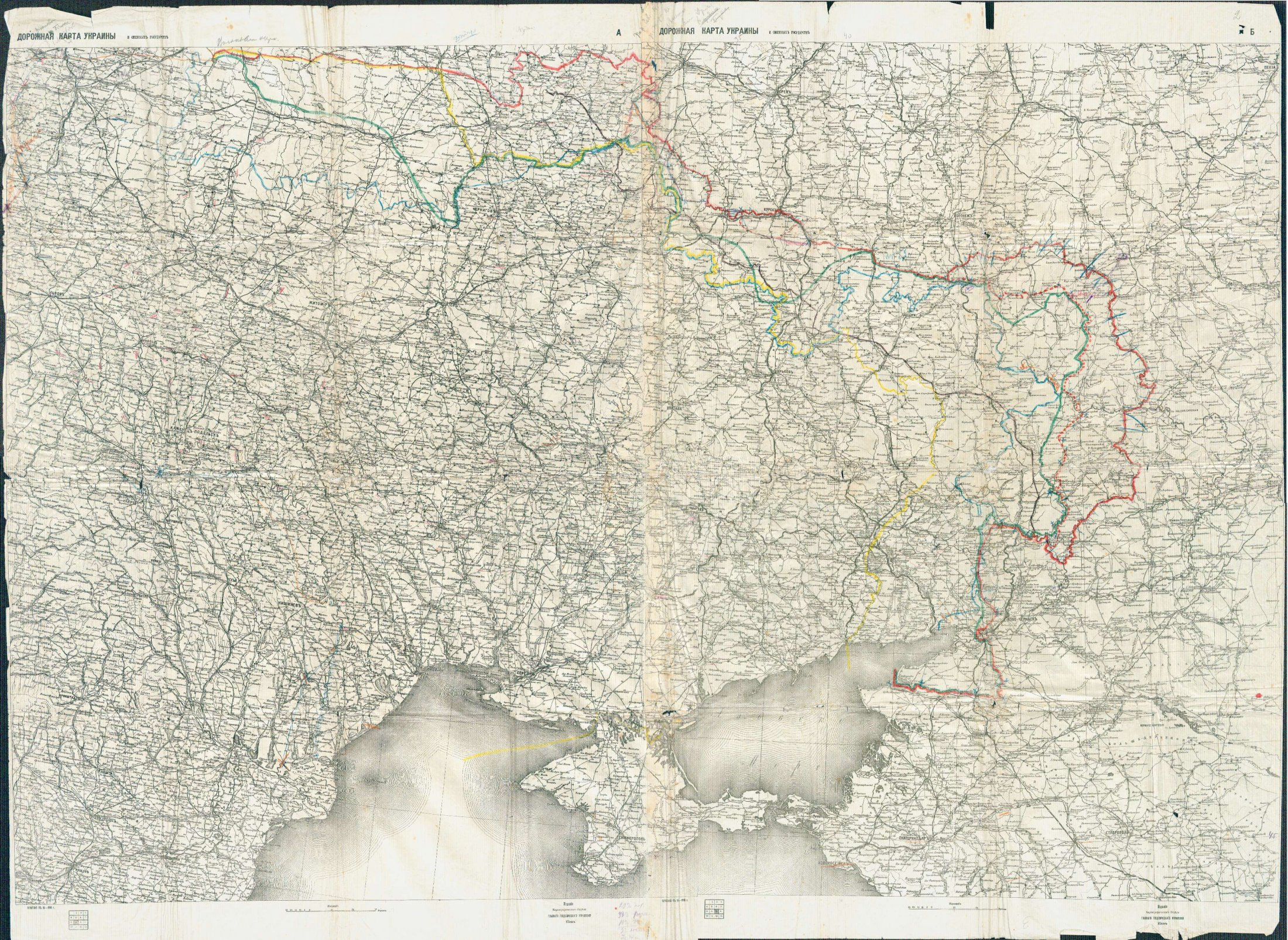
Дорожня карта України та суміжних держав, видана Картографічним відділом Головного геодезичного управління. Київ, березень 1918 року. Карта долучена до документів фонду особового походження Сергія Шелухіна, який у 1918 року очолював делегацію України на переговорах з РРФСР. На ній, окрім розмежування територій за етнічним складом населення, нанесено встановлений кордон України за результатами переговорів.

12 червня 1918 року, після проведеної комісіями роботи, детального обговорення і узгодження по пунктах умов перемир'я, на закритому пленарному засіданні конференції було укладено прелімінарний мирний договір.

## Учасники переговорів

### З української сторони в переговорах брали участь
- Голова делегації — Сергій Шелухін, заступник голови — Ігор Кістяківський (з 10 серпня заступником глави делегації став Петро Стебницький), члени делегації — Олександр Сливинський, Отто Ейхельман, Христофор Барановський, Адам Свіцин і Платон Линниченко.[5]

### З російської сторони в переговорах брали участь
- Голова делегації — Християн Раковський, Дмитро Мануїльський і ряд експертів: А. Ждан-Пушкін, А. Шабуневіч, Н. Вейс, М. Зубков, А. Немировський, С. Одинцов, К. Загорський, І. Тіхоцкий, А. Борман, С. Холодовський, В. Березкін, П. Інбер, І. Ситін, В. Горіневській, Е. Татаринов та інші.[5]